# Carmen Lozano Dumler
Carmen Maria Lozano Dumler (18 septembre 1921 - 29 mars 2015) est une sous-lieutenant et l'une des premières femmes portoricaines à devenir officier de l'armée des États-Unis. Pendant la Seconde Guerre mondiale, elle a servi comme infirmière et interprète, apportant son soutien aux patients parlant espagnol. Lozano Dumler a depuis été présenté dans des supports promotionnels et de recrutement qui célèbrent la diversité dans l'armée américaine.